# Arsenaal van Gdańsk
Het Arsenaal van Gdańsk (Pools: Wielka Zbrojownia, Duits: Großes Zeughaus) is een 17-eeuws wapenarsenaal in de Poolse stad Gdańsk. Het gebouw werd gebouwd in de stijl van het Nederlands-Maniërisme en ontworpen door de architecten
Anthonis van Obbergen en Jan Strakowski. Het arsenaal werd gebouwd tussen 1600 en 1609.
Op de begane grond bevinden zich tegenwoordig winkels, op de plekken waar eerder het wapen- en munitiedepot zich bevonden. Op de hogere etages bevinden zich de kantoorruimtes van het Nationaal college van de visuele kunst in Polen. Op de begane grond zijn de  gewelven hersteld.
Het exterieur van het gebouw is een zwaar versierde gevel met beeldhouwwerken van de kunstenaar Wilhelm Barth.

## Afbeeldingen

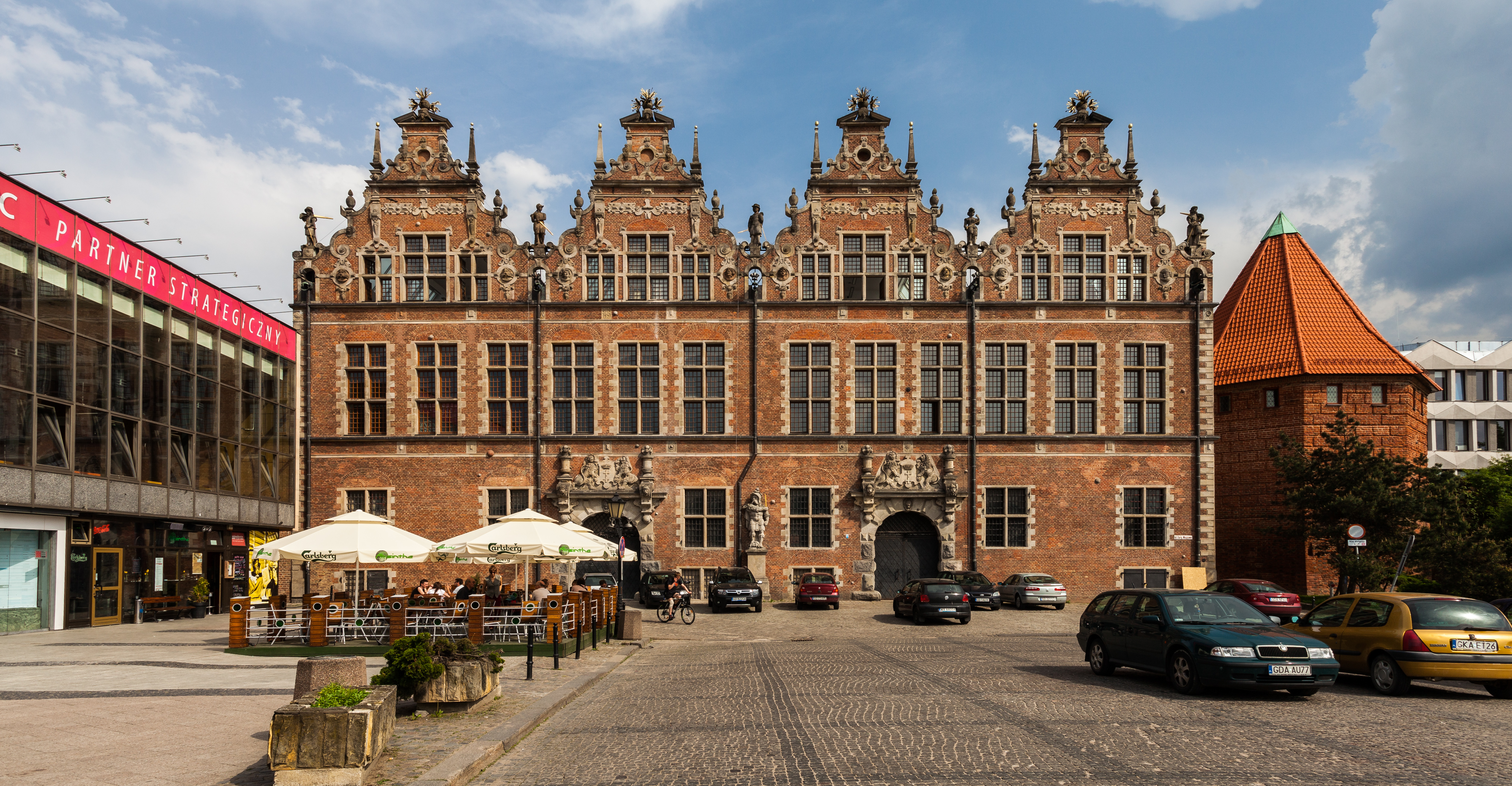
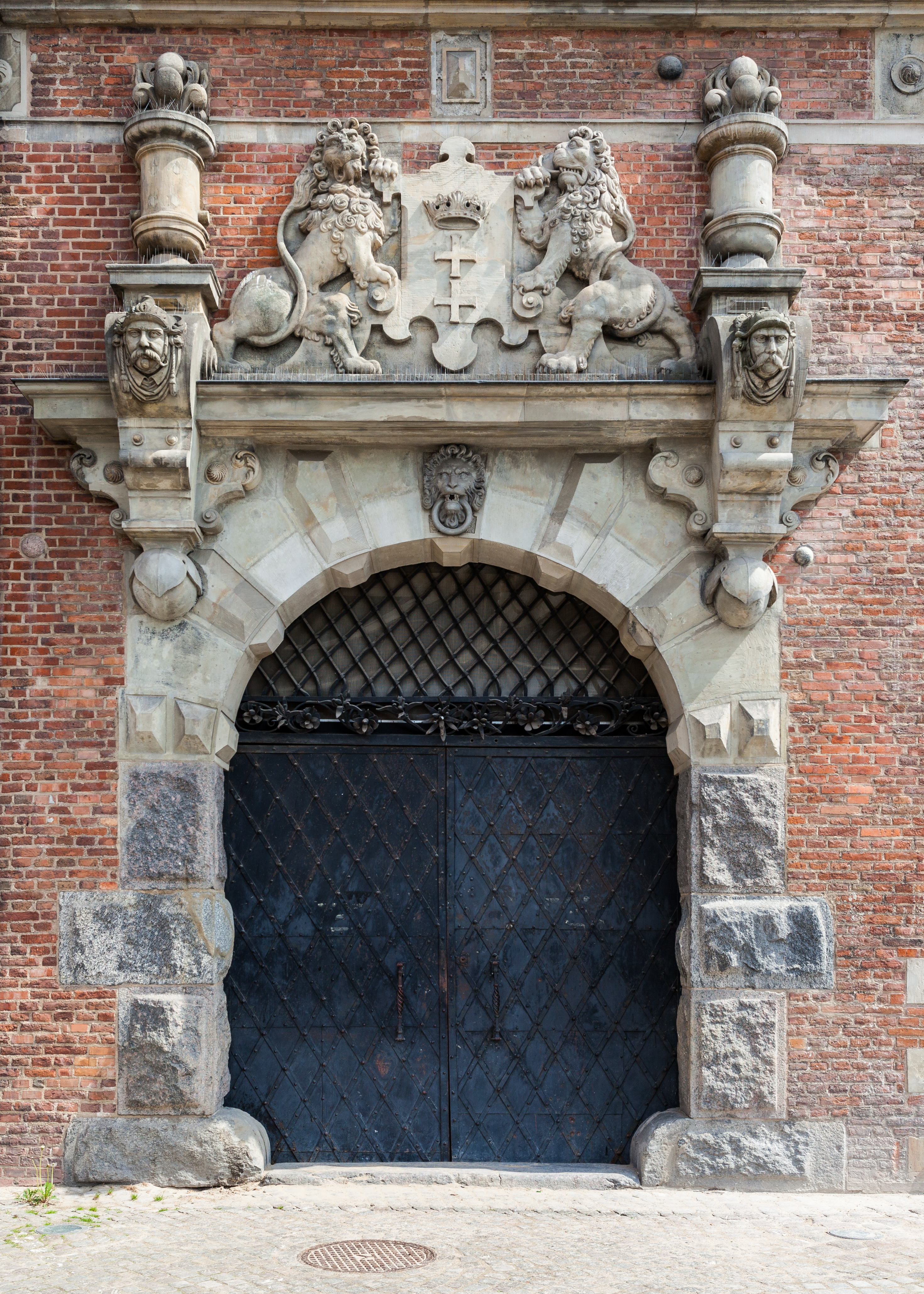
Hoofdentree aan de Kolenmarkt
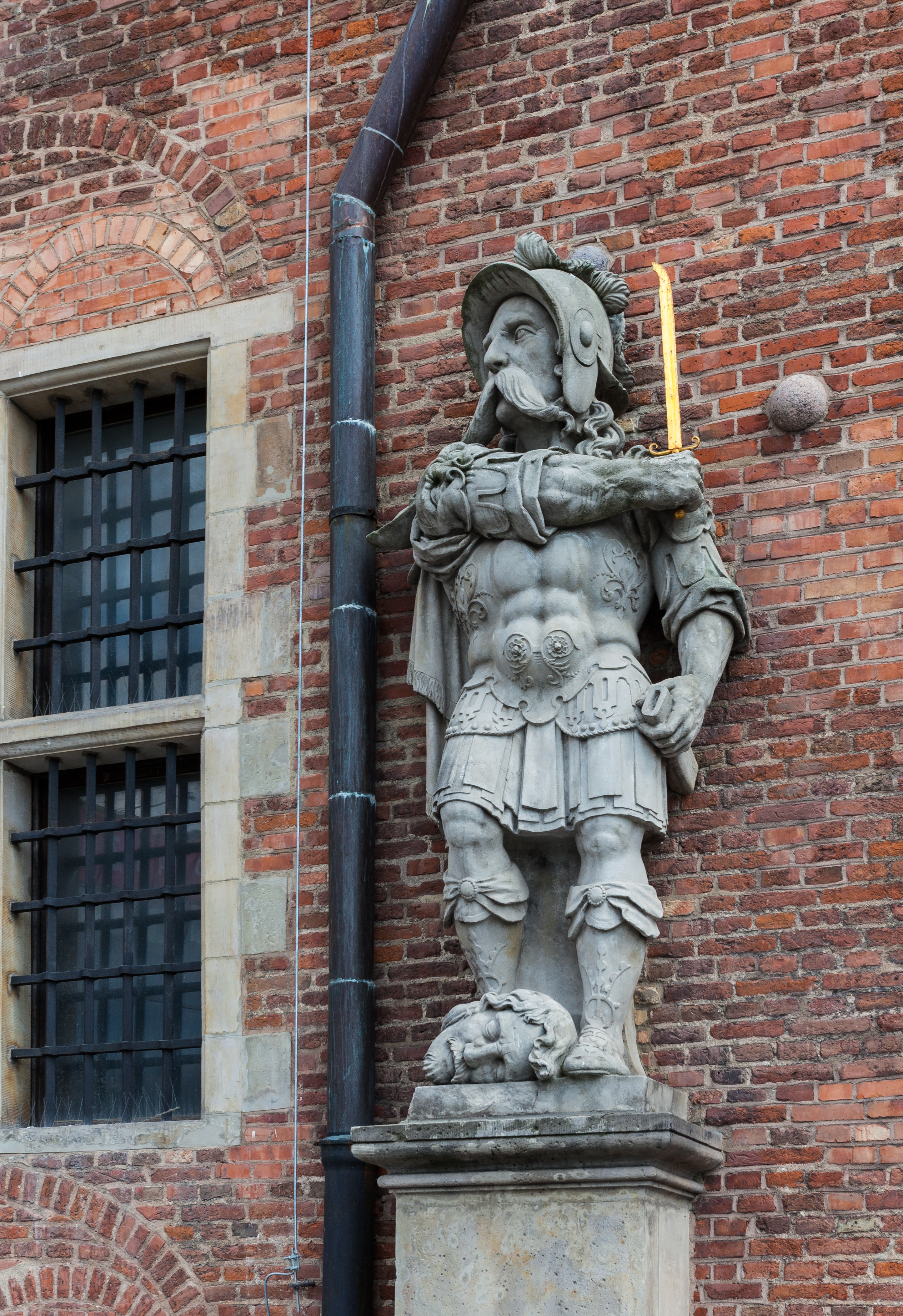
Standbeeld bij ingang
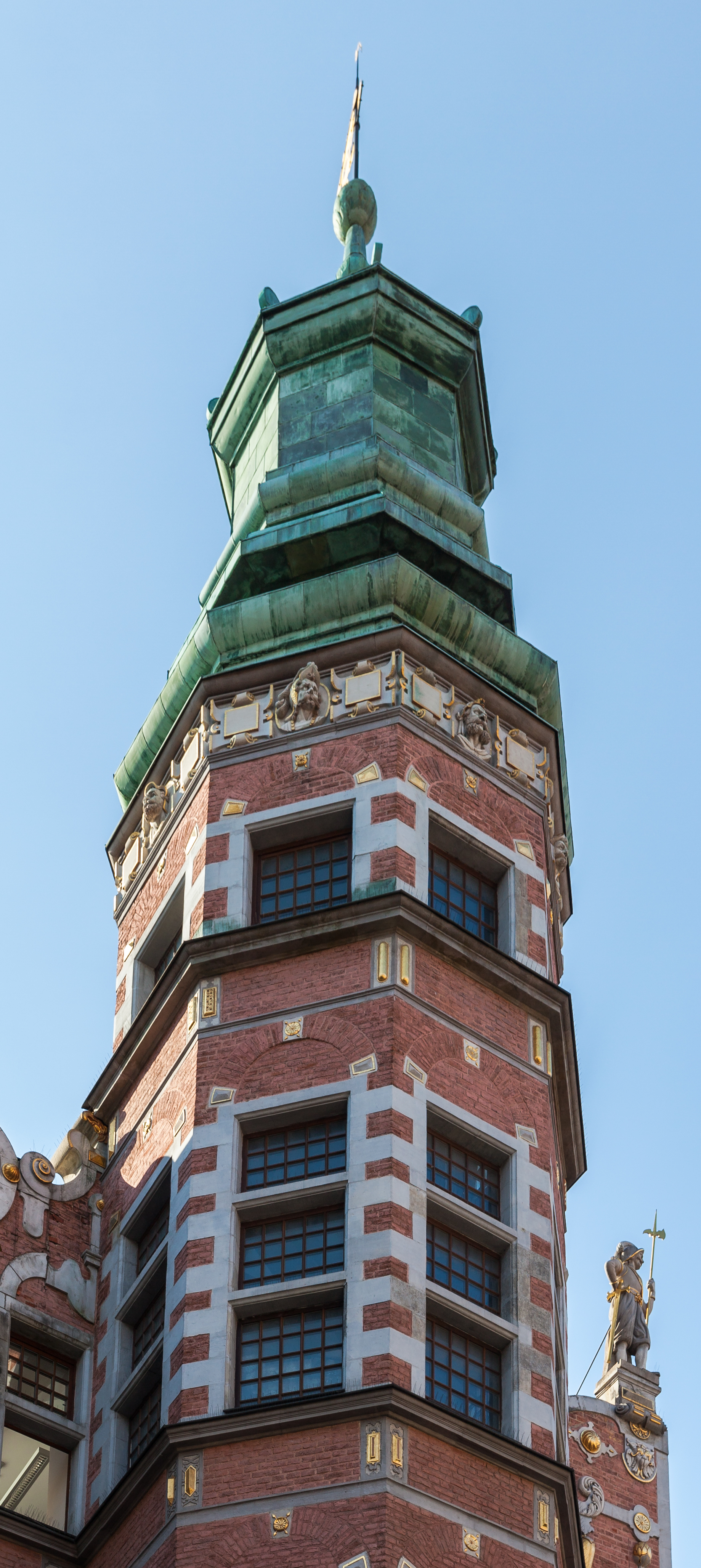
Torendetail
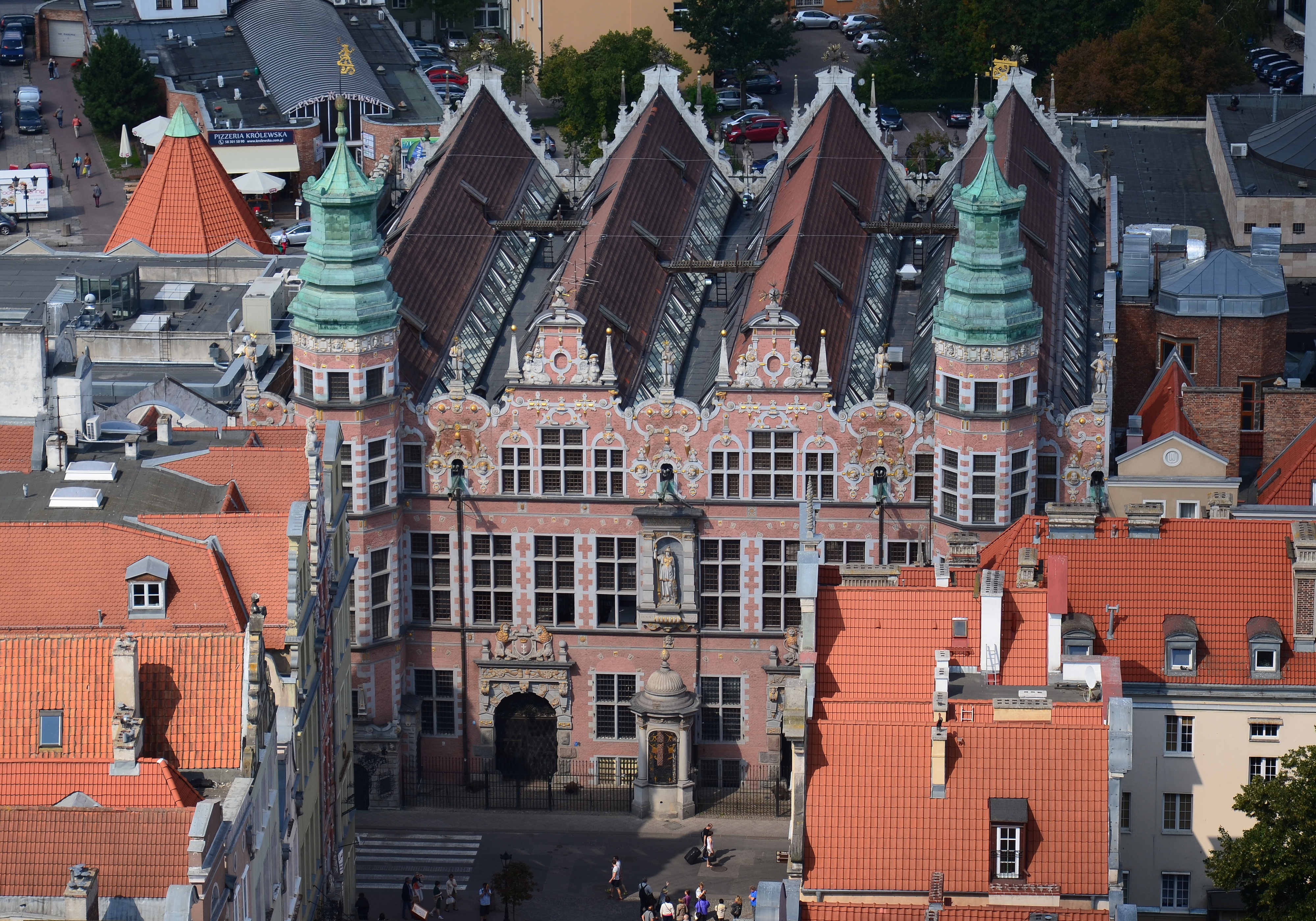
Luchtaanzicht
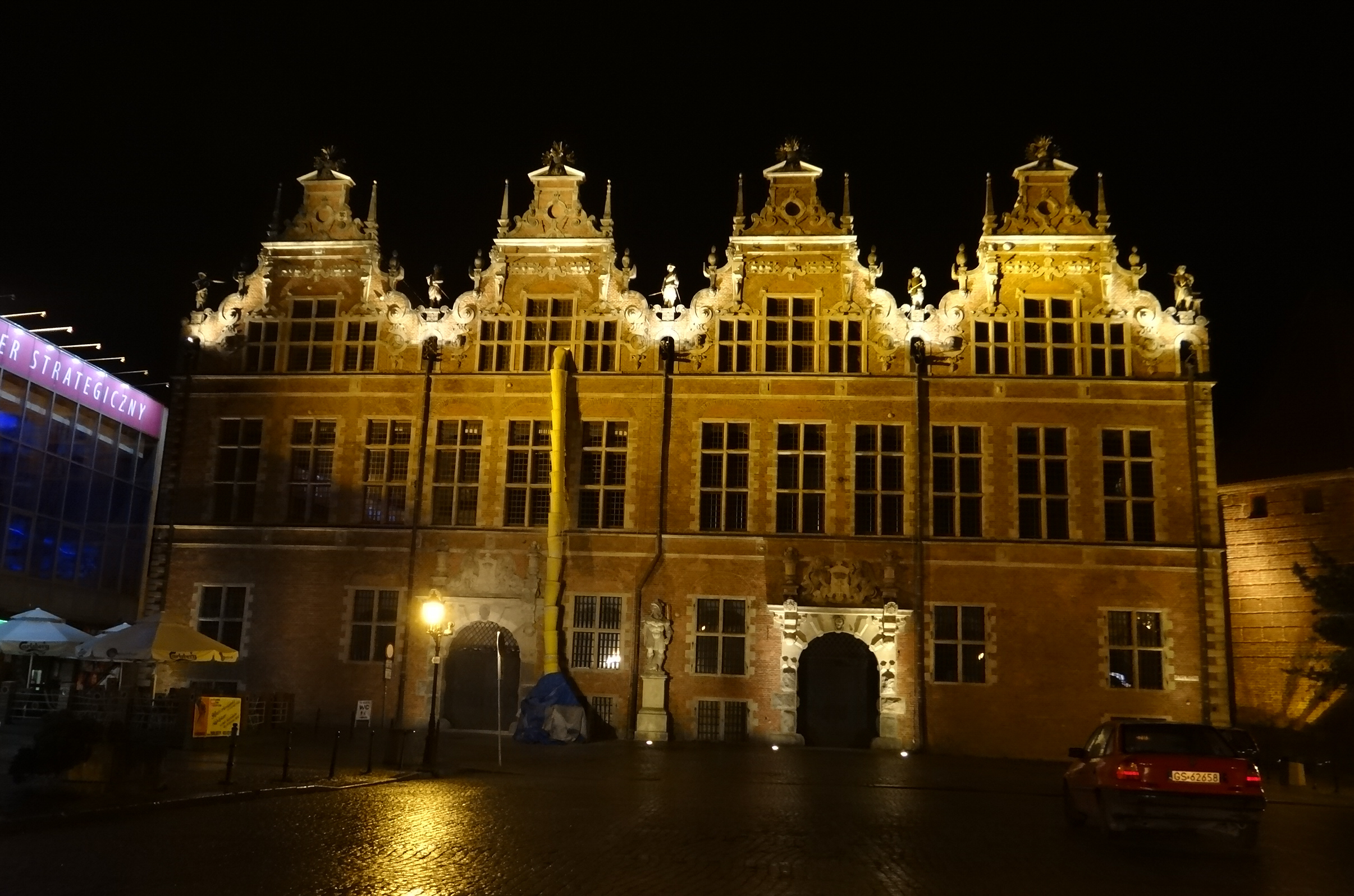
Avondgezicht vanaf de Kolenmarkt
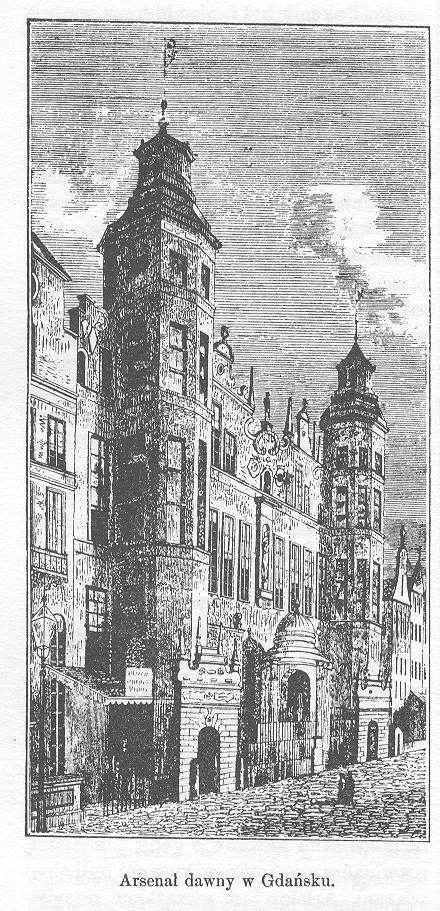
Lithographie uit 1900